# العلاقات الفيجية الكورية الجنوبية
العلاقات الفيجية الكورية الجنوبية هي العلاقات الثنائية التي تجمع بين فيجي وكوريا الجنوبية.

## مقارنة بين البلدين
هذه مقارنة عامة ومرجعية للدولتين:
| وجه المقارنة                                              | فيجي                                                                 | كوريا الجنوبية                                                          |
| --------------------------------------------------------- | -------------------------------------------------------------------- | ----------------------------------------------------------------------- |
| المساحة (كم2)                                             | 18.27 ألف                                                            | 100.30 ألف                                                              |
| عدد السكان (نسمة)                                         | 915.30 ألف                                                           | 51.47 مليون                                                             |
| الكثافة السكانية (ن./كم²)                                 | 50.1                                                                 | 513.16                                                                  |
| العاصمة                                                   | سوفا                                                                 | سول                                                                     |
| اللغة الرسمية                                             | لغة إنجليزية، اللغة الفيجية، اللغة الفيجي الهندية، اللغة الهندستانية | اللغة الكورية                                                           |
| العملة                                                    | دولار فيجي                                                           | وون كوري جنوبي                                                          |
| الناتج المحلي الإجمالي (بليون دولار)                      | 5.06 مليار                                                           | 1.53 تريليون                                                            |
| الناتج المحلي الإجمالي (تعادل القوة الشرائية) بليون دولار | 8.32 مليار                                                           | 1.75 تريليون                                                            |
| الناتج المحلي الإجمالي الاسمي للفرد دولار أمريكي          | 4.96 ألف                                                             | 27.22 ألف                                                               |
| الناتج المحلي الإجمالي للفرد دولار أمريكي                 | 8.79 ألف                                                             |                                                                         |
| مؤشر التنمية البشرية                                      | 0.727                                                                | 0.901                                                                   |
| رمز المكالمات الدولي                                      | +679                                                                 | +82                                                                     |
| رمز الإنترنت                                              | .fj                                                                  | .kr                                                                     |
| المنطقة الزمنية                                           | ت ع م+12:00                                                          | توقيت كوريا الجنوبية، ت ع م+09:00، آسيا/سيول ‏، ت ع م+08:00، ت ع م+08:30 |

## منظمات دولية مشتركة
يشترك البلدان في عضوية مجموعة من المنظمات الدولية، منها:
| علم المنظمة | اسم المنظمة                               | تاريخ انضمام فيجي | تاريخ انضمام كوريا الجنوبية |
| ----------- | ----------------------------------------- | ----------------- | --------------------------- |
|             | مؤسسة التمويل الدولية                     | 12 يوليو 1979     | 16 مارس 1964                |
|             | منظمة حظر الأسلحة الكيميائية              | ?                 | ?                           |
|             | يونسكو                                    | 14 يوليو 1983     | 14 يونيو 1950               |
|             | الأمم المتحدة                             | 13 أكتوبر 1970    | 17 سبتمبر 1991              |
|             | منظمة الشرطة الجنائية الدولية             | ?                 | ?                           |
|             | البنك الدولي للإنشاء والتعمير             | 28 مايو 1971      | 26 أغسطس 1955               |
|             | الاتحاد البريدي العالمي                   | ?                 | ?                           |
|             | مؤسسة التنمية الدولية                     | 29 سبتمبر 1972    | 18 مايو 1961                |
|             | منظمة التجارة العالمية                    | ?                 | ?                           |
|             | المنظمة الهيدروغرافية الدولية             | ?                 | ?                           |
|             | بنك التنمية الآسيوي                       | 1970              | 1966                        |
|             | المركز الدولي لتسوية المنازعات الاستشارية | 10 سبتمبر 1977    | 23 مارس 1967                |
|             | وكالة ضمان الاستثمار متعدد الأطراف        | 24 سبتمبر 1990    | 12 أبريل 1988               |

## وصلات خارجية
- موقع وزارة الخارجية الفيجية
- موقع وزارة الخارجية الكورية الجنوبية